# محاصره قلعه اوزو
محاصره اوزو (به ژاپنی: 魚津城の戦い Uozu-jō no tatakai) بخشی از اختلاف مرزی بین دو دایمیو اودا نوبوناگا و خاندان اوئسوگی، به رهبری اوئسوگی کاگه‌کاتسو در دوره سنگوکو بود. اودا و اوئسوگی هر دو در معرض خطر ایکو-ایکی در ولایت اتچو و همین‌طور از طرف یکدیگر بودند. قلعه در تاریخ ۲۲ ژوئن ۱۵۸۲ سقوط کرد اما اودا نوبوناگا یک روز قبل، در ۲۱ ژوئن در کیوتو، در حادثه معبد هوننو خودکشی اجباری کرده بود.

## زمینه
تا سال (۱۵۷۶) خاندان اوئه‌سوگی و خاندان اودا در مقابل خاندان تاکدا و خاندان هوجوی اخیر با یکدیگر ائتلاف داشتند. در سال ۱۵۷۶ آشیکاگا یوشی‌آکی به دشمن نوبوناگا خاندان موری محلق شد و اوئه‌سوگی کنشین نیز به دشمن دیگر نوبوناگا معبد هونگان پیوسته و به این ترتیب به صف دشمنان نوبوناگا وارد شد. دو سال بعد و پس از درگذشت کنشین، بر سر جانشینی وی بین دو فرزند خوانده درگیری رخ داد و اوئه‌سوگی کاگه‌کاتسو پس از پیروزی در محاصره اوتاته توانست رهبری خاندان اوئه‌سوگی را به دست بیاورد. وی در سال ۱۵۷۹ با خاندان تاکدا پیمان اتحاد بست و بدین ترتیب رابطه وی با نوبوناگا همچنان خصمانه بودند.

## محاصره
در سال ۱۵۸۲ پس از اختلاف مرزی بین نوبوناگا و اوئسوگی کاگه‌کاتسو محاصره اوزو در ولایت اتچو رخ داد. قلعه در ۲۲ ژوئن سقوط کرد اما روز قبل از آن در ۲۱ ژوئن در طی حادثه معبد هوننو در کیوتو نوبوناگا مجبور به خودکشی اجباری شده بود. سپاهیان اودا که موفق به تصرف قلعه شده بودند پس از شنیدن خبر مرگ نوبوناگا پراکنده شده و قلعه را رها کردند. بدین ترتیب قلعه اوزو دوباره به تصرف خاندان اوئه‌سوگی درآمد.